# Aegus latidens
Aegus latidens là một loài bọ cánh cứng trong họ Lucanidae. Loài này được Schaufuss mô tả khoa học năm 1864.